# Lingua franca (film)
Lingua franca è un film del 2019 scritto, diretto, co-prodotto montato e interpretato da Isabel Sandoval.

## Trama
Olivia è una donna trans filippina che lavora come badante per l'anziana ebrea russa Olga nel quartiere di Brighton Beach a Brooklyn. Olivia è anche un'immigrata clandestina e vive nel costante timore di essere arrestata e deportata dagli agenti dell'ICE. Il suo stipendio va a sostenere la famiglia nelle Filippine e a pagare un uomo che potrebbe procurarle una Green Card tramite un matrimonio di convenienza.
Un giorno Alex, il nipote di Olga, viene a vivere da loro dopo essersi lasciato alle spalle una storia di alcolismo, facendosi assumere dallo zio a lavorare in un mattatoio. Nonostante le reciproche differenze (come la scarsa pazienza di lui verso i primi sintomi di demenza senile della nonna), Olivia e Alex si avvicinano sempre più e una notte Olivia fantastica su di lui dopo che questo ha letto ad alta voce le lettere d'amore del suo defunto nonno. Gli confida il suo status di clandestina ed il suo disperato bisogno di una Green Card. I due cominciano a uscire assieme, anche se Alex ignora che Olivia sia trans.
Una sera, Alex torna a casa con un amico ubriaco, Andrei, che curiosa nella stanza di Olivia e le ruba dei soldi mentre lei è sotto la doccia. Così facendo trova anche il passaporto di Olivia, che ne rivela il sesso alla nascita. Andrei lo mostra ad Alex, che finge di non avere una relazione con Olivia. Nasconde poi ad Olivia quanto scoperto e, quando questa si rende conto che qualcuno ha frugato tra le sue cose, s'inventa di un intruso mascherato, alimentando le paure di Olivia riguardo a una possibile incursione dell'ICE. 
Incapace di metabolizzare la notizia, Alex diventa freddo e scostante con Olivia. Una mattina si presenta ubriaco al lavoro, venendo licenziato. Alla fine però, dopo averla vista guardare ininterrottamente alla TV notizie sui raid e le deportazioni in corso, la conforta e tra i due torna la quiete. Prende in considerazione l'idea di sposarla, cercando online le procedure per la licenza di matrimonio nello stato di New York, e convince lo zio a riprenderlo al lavoro. Recatosi con Olivia ad Atlantic City, si offre, ubriaco, di sposarla il giorno successivo e le parla del suo desiderio di mettere su famiglia. Olivia è titubante e dice ad Alex di avere qualcosa da dirgli, ma lui la rassicura che sa già che è trans e che la sposerebbe comunque. La mattina dopo, nella loro stanza di motel, Olivia gli chiede di restituirle il passaporto. Tempo dopo, Olivia racconta a sua madre nelle Filippine che ha un nuovo lavoro e ha incontrato qualcuno di nuovo, con i suoi guadagni che vanno di nuovo a sostenere finanziariamente la sua famiglia e ad assicurarsi una Green Card.

## Distribuzione
Il film è stato presentato in anteprima il 6 settembre 2019 alle Giornate degli autori della 76ª Mostra internazionale d'arte cinematografica di Venezia. È stato distribuito negli Stati Uniti in un numero limitato di sale cinematografiche e contemporaneamente su Netflix a partire dal 26 agosto 2020, a cura dell'ARRAY, la casa di distribuzione fondata dalla regista Ava DuVernay.

## Riconoscimenti
- 2021 - Independent Spirit Awards
  - Candidatura per il premio John Cassavetes